# 관자마루근
관자마루근(temporoparietalis muscle), 또는 측두두정근은 머리의 근육이다. 위귓바퀴근 위에 놓여 있으며 뒤통수이마근의 머리덮개널힘줄보다 아래쪽에 위치한다. 관자마루근은 귀 재건수술에 사용할 수 있다.